# Список кардиналов, возведённых папой римским Иоанном XXIII

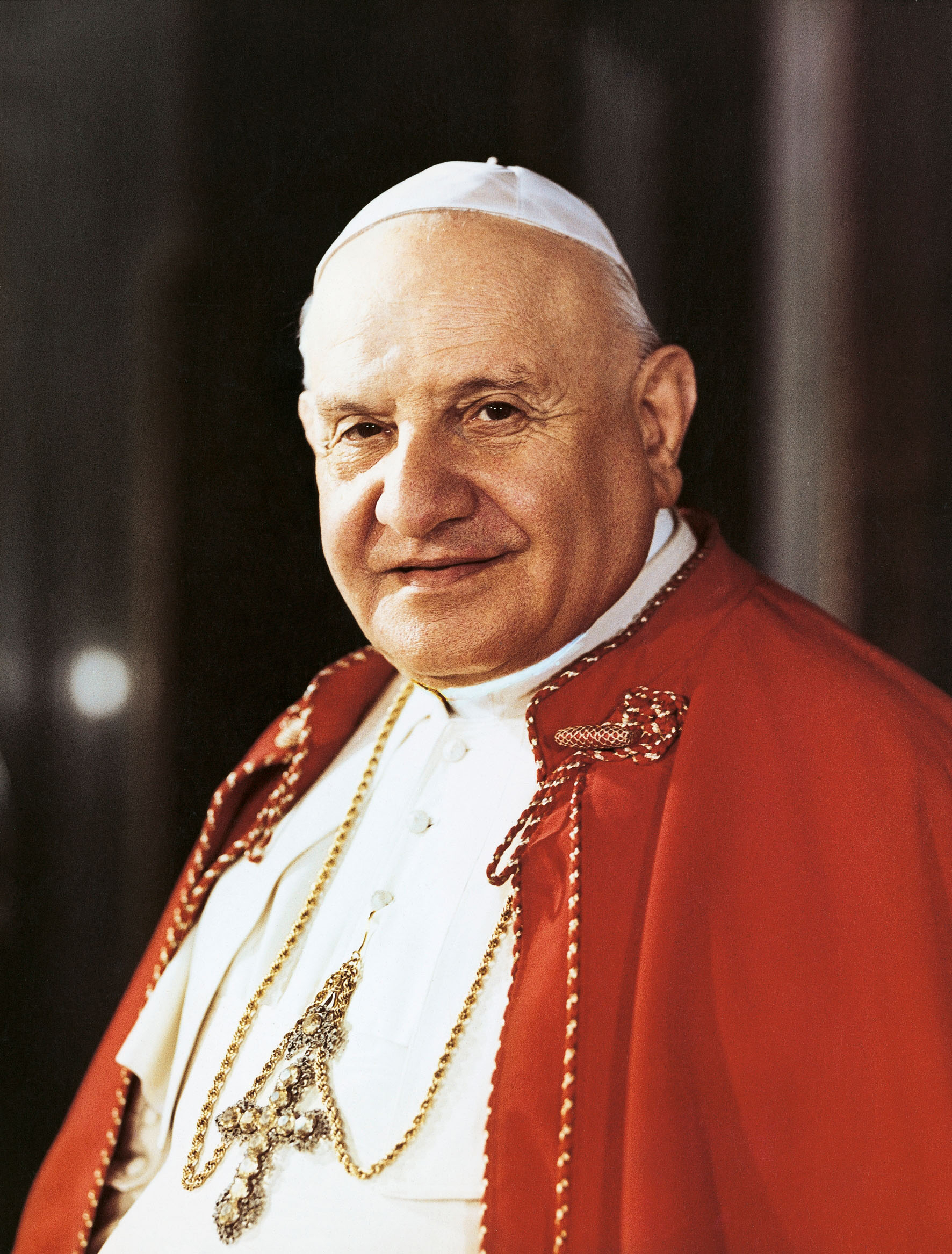
Папа Иоанн XXIII

Кардиналы, возведённые Папой римским Иоанном XXIII — 52 прелата были возведены в сан кардинала на пяти Консисториях за четыре с половиной года понтификата Иоанна XXIII. Впервые со времён папы римского Сикста V, который установил предельное число кардиналов — 70 человек, был превышен предел кардиналов и уже после первой консистории от 15 декабря 1958 года, число кардиналов составило 76, а к концу понтификата Иоанан XXIII их составило 82 кардинала.
За свой короткий понтификат Иоанн XXIII провёл 5 консисторий, назначая каждый год кардиналов.
Последний остававшийся в живых кардинал, возведённый Иоанном XXIII (Франц Кёниг), скончался 13 марта 2004 года.

## Консистория от 15 декабря 1958 года
- Джованни Баттиста Монтини, архиепископ Милана (Италия);
- Джованни Урбани, патриарх Венеции (Италия);
- Паоло Джоббе, апостольский нунций-интернунций в Голландии (Италия);
- Джузеппе Фьетта, апостольский нунций в Италии (Италия);
- Фернандо Ченто, апостольский нунций в Португалии (Италия);
- Карло Кьярло, нунций в распоряжение Государственного секретариата Ватикана (Италия);
- Амлето Джованни Чиконьяни, апостольский делегат в США (Италия);
- Хосе Гариби-и-Ривера, архиепископ Гвадалахары (Мексика);
- Мария Барбьери, O.F.M.Cap., архиепископ Монтевидео (Уругвай);
- Уильям Годфри, архиепископ Вестминстера, (Англия);
- Карло Конфалоньери, секретарь Священной Конгрегации Семинарий и Университетов (Италия);
- Ричард Джеймс Кушинг, архиепископ Бостона (США);
- Альфонсо Кастальдо, архиепископ Неаполя и епископ Поццуоли ad personam (Италия);
- Поль-Мари-Андре Ришо, архиепископ Бордо (Франция);
- Джон Фрэнсис О’Хара, C.S.C., архиепископ Филадельфии (США);
- Хосе Мария Буэно-и-Монреаль, архиепископ Севильи (Испания);
- Франц Кёниг, архиепископ Вены, (Австрия);
- Юлиус Август Дёпфнер, епископ Берлина (Германия);
- Доменико Тардини, государственный секретарь Святого Престола (Италия);
- Альберто ди Жорио, регент секретариата Священной Коллегии Кардиналов и секретарь конклава (Италия);
- Франческо Браччи, секретарь Священной Конгрегации дисциплины таинств (Италия);
- Франческо Роберти, секретарь Священной Конгрегации Собора (Италия);
- Андре-Дамьен-Фердинанд-Жюльен, P.S.S., декан Трибунала Священной Римской Роты (Франция).

## Консистория от 14 декабря 1959 года
- Паоло Марелла, апостольский нунций во Франции;
- Густаво Теста, апостольский нунций в Швейцарии;
- Алоизиус Джозеф Мюэнк, апостольский нунций в ФРГ;
- Альберт Грегори Майер, архиепископ Чикаго (США);
- Аркадио Мария Ларраона Саралеги, C.M.F., секретарь Священной Конгрегации по делам монашествующих (Испания);
- Франческо Морано, секретарь Верховного Трибунала Апостольской Сигнатуры (Италия);
- Уильям Теодор Хёрд, декан Трибунала Священной Римской Роты (Великобритания);
- Августин Беа, иезуит (ФРГ).

## Консистория от 28 марта 1960 года
- Луиджи Тралья, наместник викариатства Рима;
- Пётр Тацуо Дои, архиепископ Токио (Япония);
- Жозеф-Шарль Лефевр, архиепископ Буржа (Франция);
- Бернардус Йоханнес Алфринк, архиепископ Утрехта (Нидерланды);
- Руфино Сантос, архиепископ Манилы (Филиппины);
- Лауреан Ругамбва, епископ Рутабо, (Танганьика);
- Антонио Баччи, секретарь бреве князьям и латинских писем.

## Консистория от 16 января 1961 года
- Джозеф Элмер Риттер, архиепископ Сент-Луиса (США);
- Хосе Умберто Кинтеро Парра, архиепископ Каракаса (Венесуэла);
- Луис Конча Кордоба, архиепископ Боготы (Колумбия);
- Джузеппе Ферретто, секретарь Священной Консисторской Конгрегации (Италия).

## Консистория от 19 марта 1962 года
- Жозе да Кошта Нунеш, вице-камерленго Святой Римской Церкви (Португалия);
- Джованни Панико, апостольский нунций в Португалии (Италия);
- Ильдебрандо Антониутти, апостольский нунций в Испании (Италия);
- Ефрем Форни, апостольский нунций в Бельгии и апостольский интернунций в Люксембурге (Италия);
- Хуан Ландасури Рикеттс, O.F.M., архиепископ Лимы (Перу);
- Габриэль Акасиус Кусса, O.S.B.A.M., про-секретарь Священной Конгрегации по делам Восточной Церкви (Сирия);
- Рауль Сильва Энрикес, S.D.B., архиепископ Сантьяго-де-Чили (Чили);
- Лео Сюненс, архиепископ Мехелена-Брюсселя, (Бельгия);
- Майкл Браун, O.P., генеральный магистр ордена проповедников (Ирландия);
- Хоакин Ансельмо Мария Альбареда-и-Рамонеда, O.S.B., префект Ватиканской библиотеки (Испания).